# Griekenland op het Eurovisiesongfestival 1991
Griekenland nam deel aan het Eurovisiesongfestival 1991 in Rome, Italië. Het was de 14de deelname van het land op het Eurovisiesongfestival. ERT was verantwoordelijk voor de Griekse bijdrage voor de editie van 1991.

## Selectieprocedure
Om de kandidaat te kiezen voor het festival van 1991 werd een nationale finale georganiseerd. Deze vond plaats op 29 maart 1991 en werd gehouden in de tv-studio's van de ERT in Athene. De winnaar werd aangeduid door een expertjury.

### Uitslag
| №  | Artiest                            | Lied                | Punten | Plaats |
| -- | ---------------------------------- | ------------------- | ------ | ------ |
| 1  | Sophia Vossou                      | "I anixi"           | 53     | 1      |
| 2  | Nikos Galatis                      | "Rapounzel"         | 0      | 4      |
| 3  | Anna Vasilakopoulou                | "Apopse"            | 0      | 4      |
| 4  | Louisa Konne                       | "Mia melodia"       | 0      | 3      |
| 5  | Fotis Fotiades & Georgia Strantzou | "Kita me sta matia" | 0      | 4      |
| 6  | Jik Nagassian                      | "Paratiro"          | 0      | 4      |
| 7  | Lia Vissi                          | "Agapa ti gi"       | 37     | 2      |
| 8  | Takis Biniaris                     | "Opou ke na'sai"    | 0      | 4      |
| 9  | Giorgos Polychroniadis             | "Ochi"              | 0      | 4      |
| 10 | Nemessis                           | "Mazi"              | 0      | 4      |

## In Rome
Griekenland moest in Italië als 4de optreden, net na Malta en voor Zwitserland. Op het einde van de puntentelling hadden de Grieken 36 punten verzameld, wat ze op een 13de plaats bracht. België gaf 1 punt aan deze inzending. Nederland nam niet deel in 1991.

### Gekregen punten

#### Finale
| 12 punten        | 10 punten              | 8 punten | 7 punten              | 6 punten                                 |
| ---------------- | ---------------------- | -------- | --------------------- | ---------------------------------------- |
|                  | - Cyprus               |          |                       |                                          |
| 5 punten         | 4 punten               | 3 punten | 2 punten              | 1 punt                                   |
| - Malta - Spanje | - Israël - Joegoslavië |          | - Italië - Oostenrijk | - België - Finland - Ierland - Noorwegen |

### Punten gegeven door Griekenland

#### Finale
Punten gegeven in de finale:
| 12 punten | Cyprus              |
| 10 punten | Spanje              |
| 8 punten  | Frankrijk           |
| 7 punten  | Zwitserland         |
| 6 punten  | Italië              |
| 5 punten  | Israël              |
| 4 punten  | Portugal            |
| 3 punten  | Verenigd Koninkrijk |
| 2 punten  | Malta               |
| 1 punt    | Finland             |

1974 · 1975 · 1976 · 1977 · 1978 · 1979 · 1980 · 1981 · 1982 · 1983 · 1984 · 1985 · 1986 · 1987 · 1988 · 1989 · 1990 · 1991 · 1992 · 1993 · 1994 · 1995 · 1996 · 1997 · 1998 · 1999-2000 · 2001 · 2002 · 2003 · 2004 · 2005 · 2006 · 2007 · 2008 · 2009 · 2010 · 2011 · 2012 · 2013 · 2014 · 2015 · 2016 · 2017 · 2018 · 2019 · 2020 · 2021 · 2022 · 2023 · 2024 · 2025